# Isla Saona
Isla Saona is een eiland in de Dominicaanse Republiek. Het ligt op korte afstand voor de zuidoostelijke kust van Hispaniola, door het Catuanakanaal gescheiden van de rest van de provincie La Altagracia. Met een oppervlakte van 110 km² is Isla Saona het grootste eiland dat volledig bij de Dominicaanse Republiek hoort. Het is een echt tropisch eiland en in Europa ook wel bekend van de televisiereclame voor Bounty (hoewel de Bounty-eilanden bij Nieuw-Zeeland horen).
Isla Saona ligt in het nationale park Cotubanamá, een beschermd natuurreservaat en een populaire bestemming voor toeristen die de Dominicaanse Republiek bezoeken. Het eiland is langwerpig van vorm, met een maximale lengte van ongeveer 24 kilometer en een maximale breedte van zo'n 7 kilometer. Dagelijks arriveren boten vol toeristen op het eiland, die deelnemen aan een van de vele georganiseerde excursies. Het eiland staat bekend om haar stranden en natuurschoon. Er zijn veel vogels en tropische zeevissen te vinden. Vanwege de ondiepe zee voor de kust van het eiland is het een ideale locatie voor snorkelaars.
De Taíno, de oorspronkelijke bewoners, noemden het eiland Adamanay. De naam Isla Saona is gebaseerd op Savona, de woonplaats van de Italiaan Michelle de Cuneo, een van de opvarenden tijdens de tweede reis van Christoffel Columbus. Het eiland werd in mei 1494 naar deze stad vernoemd, tijdens een zoektocht naar een schuilplaats voor een aankomende storm.
Bestuurlijk is Isla Saona een gemeentesectie (sección) van de gemeente La Romana in de gelijknamige provincie. De gemeentesectie bestaat uit twee gehuchten (paraje): Mano Juan-Adamanay en Catuano.
- Nationale Bibliotheek van Israël: 987007559186205171
- Virtual International Authority File: 315529239